# Thomas Poguntke
Thomas Poguntke (* 1959 in Stuttgart) ist ein deutscher Politikwissenschaftler und Hochschullehrer. Er war von 2007 bis 2010 Inhaber des Lehrstuhls für Politikwissenschaft/Politisches System Deutschlands an der Sozialwissenschaftlichen Fakultät der Ruhr-Universität Bochum und ist seit 2011 Direktor des Instituts für Deutsches und Europäisches Parteienrecht und Parteienforschung an der Heinrich-Heine-Universität Düsseldorf.

## Leben
Thomas Poguntke besuchte das Theodor-Heuss-Gymnasium in Esslingen und machte 1979 das Abitur. In den 1980er-Jahren war er Freier Mitarbeiter und Fotograf bei der Esslinger Zeitung.
Er studierte Geschichte und Politikwissenschaft an der Universität Stuttgart und an der London School of Economics, wo er 1983 den Master erwarb. Es folgte ein Promotionsstudium an der Europäischen Hochschule in Florenz (Italien), wo er 1989 seine Dissertation vorlegte (An Alternative Politics? The German Green Party in a Comparative Context). Danach war Poguntke an der Universität Mannheim beschäftigt. Dort erfolgte auch 1999 die Habilitation mit einer Arbeit zum Thema Stabilität und Wandel. Die Entwicklung der organisatorischen Verbindungen von Parteien und Bürgern in Westeuropa (1960–1989).
1999 erhielt er einen Ruf an die Keele University (Staffordshire) in Großbritannien, wo er bis 2005 eine Professur für Politikwissenschaft innehatte. 2005/2006 wechselte Poguntke dann als Direktor des „Institute for German Studies“ und „Professor for German and European Politics“ an die Universität von Birmingham. Im Oktober 2006 folgte er dem Ruf auf eine W3-Professur für Politikwissenschaft an die Ruhr-Universität Bochum.
2025 wurde er Mitglied der Academia Europaea.
Zu seinen Forschungsschwerpunkten zählen Politische Parteien und Parteiensysteme sowie die vergleichende Analyse moderner Demokratien.

## Schriften (Auswahl)
- An Alternative Politics? The German Green Party in a Comparative Context. 1989; Edinburgh 1992.
- Stabilität und Wandel. Die Entwicklung der organisatorischen Verbindungen von Parteien und Bürgern in Westeuropa (1960–1989). 1999. Unter dem Titel: Parteiorganisation im Wandel. Gesellschaftliche Verankerung und organisatorische Anpassung im europäischen Vergleich. Westdeutscher Verlag, Wiesbaden 2000.

## Verweise
- Literatur von und über Thomas Poguntke im Katalog der Deutschen Nationalbibliothek
- Thomas  Poguntke bei der Heinrich-Heine-Universität Düsseldorf